# حسين زغيب
الشيخ حسين بن محمد بن حسين بن محمد بن أحمد بن زغيب، هو عالم دين وشاعر وأديب.

## النشأة والتعليم
ولد في قرية يونين من أعمال بعلبك وتوفي بها سنة 1294.
قرأ القرآن وتعلم الخط في يونين وهو ابن سبع سنين، ولما بلغ 18 سنة رحل إلى الكوثرية من جبل عامل فقرأ في مدرسة السيد علي إبراهيم، ثم عاد إلى يونين فبقي فيها ثلاث سنوات ثم هاجر إلى العراق فقرأ على الشيخ مرتضى الأنصاري مدة ست سنوات ثم عاد إلى يونين وبنى فيها مدرسة وباشر التدريس وتخرج به جماعة.

## مؤلفاته
1- مؤلف في الأصول كتبه في الكوثرية حال قراءته على السيد علي إبراهيم.
2- شرح على اللمعة كتبه في النجف.
3- مناسك الحج مرتب على مقدمة وسبعة فصول وخاتمة.
4- ديوان شعر في رثاء الحسين ع سماه شفاء الداء في رثاء سيد الشهداء مرتب على حروف الهجاء.

## التشيُع
أما التشيع في آل زغيب فأول من تشيع منهم علي بن أحمد بن زغيب لأن أباه تزوج امرأة من آل محفوظ في الهرمل ثم مات فربي علي يتيما عند أخواله وفيهم أهل علم فقرأ عليهم وعاد إلى يونين وشيع أقاربه بالتدريج والذين بقوا خارج يونين تسننوا.